# Гомис, Альфред
Амиго́ Альфре́д Жунио́р Гоми́с (фр. Amigo Alfred Junior Gomis; род. 5 сентября 1993, Зигиншор) — сенегальский футболист, вратарь клуба «Палермо» и сборной Сенегала. Участник чемпионата мира 2018 года.
Альфред родился в Сенегале, но затем вся семья переехала в Италию. У него есть два брата Лис и Маурис, которые также являются профессиональными футболистами.

## Клубная карьера
Гомис — воспитанник клуба «Торино». 26 мая 2012 года в матче против «Альбинолеффе» он дебютировал в итальянской Серии B. Летом 2013 года для получения игровой практики Альфред на правах аренды перешёл в «Кротоне». 31 августа в матче против «Чезены» он дебютировал за новую команду. Гомис быстро завоевал место основного вратаря и отыграл весь турнир почти без замен.
Летом 2014 года Альфред был отдан в аренду в «Авеллино 1912». 30 августа в матче против «Про Верчелли» он дебютировал за новый клуб в чемпионате.
Летом 2015 года Гомис на правах аренды присоединился к «Чезене». 22 сентября в матче против «Модены» он дебютировал за новую команду. После успешного выступления за клуб, Альфред вернулся в «Торино», но так и не получил своего шанса и был вновь отдан в аренду. Его новым клубом стала «Болонья». На одной из первой тренировок в одном из моментов Гомису раздробили кость руки и он выбыл на длительный срок. 1 декабря в поединке Кубка Италии против «Эллас Верона» он дебютировал за «Болонью». В начале 2017 года Гомис на правах аренды перешёл в «Салернитану». 22 января в матче против «Специи» он дебютировал за новую команду.
Летом того же года Альфред был отдан в аренду в СПАЛ. 20 августа в матче против «Лацио» он дебютировал в итальянской Серии A. По окончании сезона «Торино» выкупил трансфер Гомиса за 1,5 млн евро. В «Торино» Альфред поиграл один матч и был отдал в аренду в Кротоне, затем в Авеллино 1921, Чезену, Болонью, Салернитану.
В 2019 году был продан клубу «Дижон», за который играл в течение года. 
В 2020 стал игроком футбольного клуба «Ренн».
27 января 2024 года на оставшуюся часть сезона был отдан в аренду в итальянский клуб «Комо».
6 июля 2024 года подписал двухлетний контракт с клубом «Палермо».

## Международная карьера
Гомис имеет итальянское гражданство, поэтому первоначально принял решение выступать за сборную этой страны, он даже получил несколько вызовов в молодёжную сборную Италии, но так и не дебютировал за неё. В 2017 году получил вызов от Федерации футбола Сенегала и решил выступать за национальную команду, своей исторической родины. 14 ноября в отборочном матче чемпионата мира 2018 против сборной ЮАР он дебютировал за сборную Сенегала.
В 2018 году в Гомис принял участие в чемпионате мира в России. На турнире он был запасным и на поле не вышел.

## Достижения
Сборная Сенегала
- Обладатель Кубка африканских наций: 2021